# Moïn Halloun
Moïn B. Halloun (auch Moin Halloun; arabisch معين هلون, DMG Muʿīn Hallūn) ist ein palästinensischer Arabist und Semitist.
Er lehrt als Professor an der Universität Bethlehem und leitet das Deutsch-Palästinensische Institut. Er ist Fachmann für Palästinensisch-Arabisch und Autor der Lehrbücher Spoken Arabic for Foreigners, die auf Englisch, Deutsch und Französisch erschienen sind.

## Werke
- Lehrbuch des Palästinensisch-Arabischen: Band 1. Katholic University Bethlehem, 1. Auflage (deutsch) 2001, ISBN 965-91610-1-8
- Lehrbuch des Palästinensisch-Arabischen: Band 2. Katholic University Bethlehem, 1. Auflage (deutsch) 2006, ISBN 965-91610-2-6
- A Practical Dictionary of the Standard Dialect Spoken in Palestine. Katholic University Bethlehem 2011, ISBN 965-91610-0-X
- An Etymological Lexicon of Foreign Words in Palestinian Arabic. 2019. ISBN 9789659161096[2]